# Zygmunt Pytko
Zygmunt Pytko (ur. 1937 w Niecieczy, zm. 16 marca 1996 w Chicago) – polski żużlowiec. 
W latach 1957–1974 jeździł w barwach Unii Tarnów. Trzykrotnie startował w finałach indywidualnych mistrzostw Polski, zdobywając w 1967 w Rybniku złoty medal; był ponadto 4. w 1969 i 13. w 1963. W 1968 zajął 2. miejsce w turnieju o Złoty Kask. W indywidualnych mistrzostwach świata dochodził dwukrotnie do etapu finałów kontynentalnych (1968, 1969). Po zakończeniu kariery sportowej wyjechał do USA.